# Olga Sosnovska
Olga Sosnovska, née le 21 mai 1971 à Wieluń (Pologne) est une actrice anglaise originaire de Pologne. 

## Biographie
Ses parents ont immigré en Angleterre quand elle avait 11 ans. Elle est mariée à l'acteur Sendhil Ramamurthy (notamment connu pour son rôle de Mohinder Suresh dans la série télévisée Heroes), avec lequel elle a eu une fille, Halina, et un fils, Alex.
Olga Sosnovska est surtout connue aux États-Unis pour son rôle de Lena Kundera, une femme d'affaires polonaise dans le soap opéra La Force du destin (All My Children). Le couple de Lena Kundera et Bianca Montgomery, la fille d'Erica Kane, et leur baiser marquèrent l'histoire de la télévision.
Au Royaume-Uni, elle est connue pour avoir joué Fiona Carter dans les saisons 3 et 4 de la série Mi-5 (Spooks). Elle a quitté la série au cours de la saison 4, en 2005, étant enceinte de son premier enfant.
Elle a joué un petit rôle dans la saison 3 d'Heroes.
En 2007, elle a joué le rôle de Debbie dans le film Ocean's Thirteen.

## Filmographie

### Cinéma
- 2000 : Jason et les Argonautes : Atalanta
- 2004 : Le prince de Greewich Village : Simone
- 2007 : Ocean's Thirteen : Debbie

### Télévision
- 1999 : The Vice : Tanya (saison 1, épisode 4)
- 2000 : Gormenghast : Keda (saison 1)
- 2001 : Monarch of the Glen : Marie-Hélène
- 2001 : Take Me : Andrea Patton
- 2002-2004 : La Force du destin (All My Children) : Lena Kundera
- 2003 : New York, police judiciaire : Velida Prinskka (saison 13, épisode 21)
- 2003 : New York, section criminelle : Jeanne-Marie Lofficier (saison 2, épisode 14)
- 2004-2005 : MI-5 (Spooks) : Fiona Carter
- 2007 : Esprits criminels : Natalya Chernus (saison 2, épisode 20)
- 2008 : Heroes : assistante d'Angela Petrelli (saison 3, épisode 3)
- 2010 : Human Target : La Cible : Connie (saison 2, épisode 9)
- 2011 : Weeds : Zoya Ravitch (saison 7)
- 2014 : The Leftovers : Roxanna (saison 1, épisode 7)

### Voix française
Magali Barney a doublé Olga Sosnovska dans la série MI-5 pour son rôle de Fiona Carter.

### Publicités
- De Beers diamonds - 2004
- Thomasville Furniture - 2005